# Toner

Cyanfarbener Toner auf einer Magnet-Entwicklerwalze

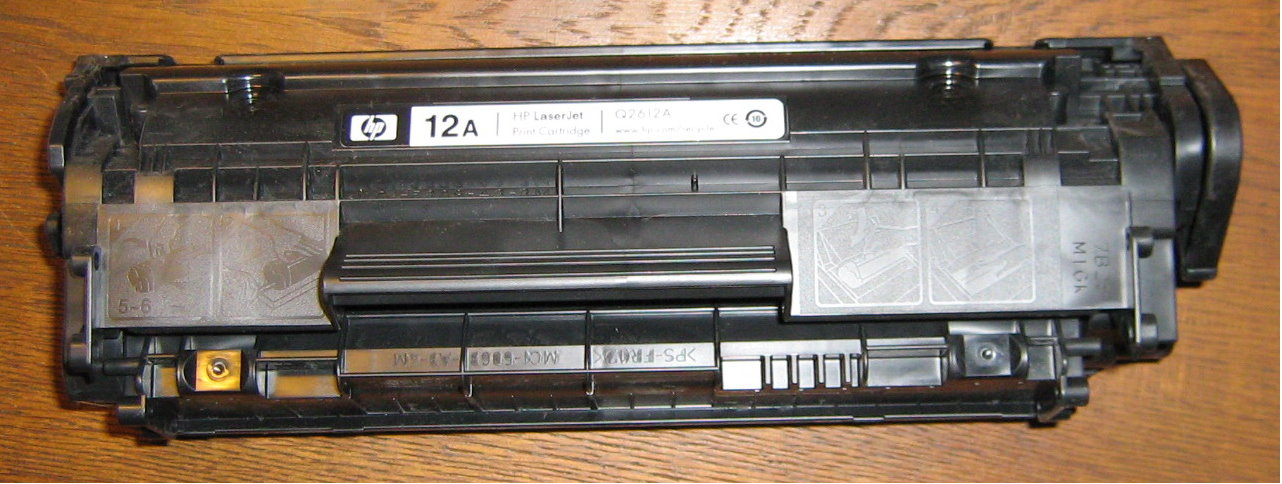
Tonerkassette aus einem Schwarz-Laserdrucker

Toner sind Farbmittel für elektrostatische Druckverfahren. Sie werden vor allem in Kopierern und Laserdruckern verwendet, um ein Druckbild auf einem Bedruckstoff zu erzeugen, zumeist auf Papier.

## Eigenschaften

### Zusammensetzung
Toner ist ein sehr feines Pulver aus 5 bis 30 µm großen Teilchen. Aufgrund der sehr geringen Teilchengröße ist das Pulver fließfähig und verhält sich ähnlich wie eine Flüssigkeit. Toner setzt sich zusammen aus Kunstharz, Pigmenten, magnetisierbaren Metalloxiden und verschiedenen Hilfsstoffen.

### Anforderungen
Die Anforderungen, die an den Toner gestellt werden, sind sehr hoch: Einerseits muss er den Anforderungen bezüglich des Druckergebnisses genügen – dazu gehören tiefe Schwärzen, eine möglichst feine Graduierung ohne Schmutzwirkung, und der plastische Auftrag soll gering sein. Andererseits soll der Toner auf möglichst vielen Materialien haften, nur nicht im Gerät selbst (Fixierwalzen). Weiterhin muss er den technischen Anforderungen des Gerätes gerecht werden, darf keine Feuchtigkeit annehmen und muss bis zur Verwendung in seiner Konsistenz konstant bleiben.

### Tonerkapazitäten
Eine der wichtigsten Kennzahlen eines Toners ist der Toner-Deckungsgrad. Dieser gibt an, wie viele Seiten mit der im Toner enthaltenen Partikel bedruckt werden können, bevor die Kartusche ausgetauscht werden muss. Die Herstellerangaben basieren dabei jedoch auf verschiedenen Rechen- und Norm-Modellen: Häufig wird der Deckungsgrad mittels der 5-Prozent-Deckung (also der Annahme, dass eine Seite mit etwa 5 % Toner bedruckt wird) angegeben. Dieser Prozentwert entspricht etwa einem klassischen Geschäftsbrief. Alternativ greifen die Hersteller auf die DIN 10561 zurück, welche auf dem Dr.-Grauert-Brief basiert. Diesem Berechnungsmodell zufolge wird der Tonerverbrauch auf Basis einer etwa 2,8-prozentigen Deckung ermittelt, wodurch die angegebene Seitenanzahl deutlich höher ausfallen kann. Überwiegend erfolgen die Herstellerangaben unter Einhaltung der ISO-Norm 19752. Auch hier wird eine 5-Prozent-Deckung angenommen, allerdings lassen die Hersteller den Tonerverbrauch an drei unterschiedlichen Prüfstellen ermitteln. Die Herstellerangaben entsprechen dann dem Reichweiten-Mittelwert dieser drei unabhängigen Tests.

## Tonertypen

### Einkomponententoner
In Einkomponententonern sind magnetisierbare Zusätze enthalten, die für den Aufbau einer sogenannten Tonerbürste notwendig sind. Die Partikel richten sich am Magnetfeld des feststehenden Magnetkerns der sogenannten Entwicklerwalze aus und werden durch die Reibung der rotierenden Walze statisch negativ aufgeladen. Diese „Bürste“ berührt die Photoleitertrommel, so dass die Tonerteilchen beim Kopierprozess auf die Photoleitertrommel übergehen. Dem Vorteil der einfachen Wartung (Austausch einer einzigen Kartusche) steht der höhere Preis des Toners gegenüber. Einkomponententoner ist in der Regel schwarz, weil der darin enthaltene Entwickler Farben verfälschen würde.

### Zweikomponententoner
In Farbtonern müssen die beiden Komponenten Entwickler und Farbmittel getrennt bleiben, um Farbverfälschungen zu vermeiden. Zweikomponententoner kommen vor allem in Farbkopierern und Digitaldruckmaschinen zum Einsatz. Die Entwickler sind zumeist feinste Eisenpartikel und werden nicht auf das Papier aufgetragen, also auch nicht verbraucht. Musste früher der Entwickler beim Tausch der Entwicklereinheit noch getrennt eingefüllt werden, ist er bei neuen Systemen in den Entwicklereinheiten enthalten, so dass nur die farbgebenden Toner über Patronen zugefügt werden müssen. Bei kleinen Systemen wie Laserdrucker wird beim Patronenwechsel auch der Entwickler ausgetauscht. Das Mischungsverhältnis der Komponenten muss eingemessen werden, weil ein zu hoher Entwickleranteil die Oberfläche der Photoleitertrommel beim Druckprozess beschädigen kann. Moderne Systeme führen die Einmessung automatisch durch.

### Transferflüssigkeit
Eine Transferflüssigkeit, fälschlicherweise auch als „Flüssigtoner“ bezeichnet, enthält das eigentliche Farbmittel als dispergierte Partikel (Pigmente) mit Größen von zum Teil unter 1 μm. Die belichtete Trommel dreht sich in der Transferflüssigkeit und nimmt dabei die Tonerpartikel auf. Transferflüssigkeiten benötigen keine Fixierung, und durch die kleine Partikelgröße kann eine höhere Druckqualität erreicht werden (siehe auch HP Indigo).

## Verarbeitung

Prozessschema der Elektrofotografie

### Auftrag auf das Medium
Nach dem Auftrag auf die mit ca. 5 kV aufgeladene Photoleitertrommel werden die Tonerteilchen durch elektrische Kräfte auf das stärker geladene, an der Photoleitertrommel vorbeilaufende Papier übertragen und dann von einer Heizwalze festgeschmolzen/fixiert (Elektrofotografie).

### Transfertechnik
Da Toner mittels Wärme auf dem Papier fixiert wird, kann man ihn auch mit Wärme wieder lösen. Dieses Verhalten macht man sich bei der sogenannten Tonertransfermethode zunutze. Bei dieser wird meist auf spezielle Folien oder Papiere gedruckt, auf denen der Toner nicht zu fest haftet. Nach dem Ausdruck kann das Tonerbild von diesem Träger mit Hilfe eines Bügeleisens oder Laminiergerätes auf T-Shirts, Metallplatten (zum Beispiel Schilder) oder gar kupferkaschierte Platinen übertragen werden.

## Handhabung

### Sauberkeit
Toner hat eine starke Schmutzwirkung, weshalb er meist in Form von Einkomponententoner in geschlossenen Einheiten (Tonerkartuschen) vertrieben wird. Zur Reinigung von Laserdruckern, Kopierern usw. verwendet man spezielle Tonerstaubsauger, die sowohl die feinen Tonerpartikel zurückhalten können als auch eine elektrostatische Aufladung (und damit eine evtl. Beschädigung der zu reinigenden Geräte) verhindern.

### Umweltaspekte
Toner ist kein harmloser Stoff, solange er nicht auf dem Papier verschmolzen wurde. Laut Öko-Test kann bei der Fixierung von auf Kunstharzbasis (Styrol-Acrylat-Copolymer) hergestellten Tonern durch Hitze und Druck Styrol (krebsverdächtig) und eventuell in geringen Mengen Benzol (krebserregend) freigegeben werden. Außerdem wurden unter den nachgewiesenen Verbindungen erhöhte Mengen Dibutylzinn festgestellt, das eine hormonähnliche Wirkung bei Mensch und Tier hat. Auch das giftige Tributylzinn (TBT) wurde in Spuren nachgewiesen. Die Untersuchungsmethoden von Öko-Test werden von der Zeitschrift c’t in Zweifel gezogen. Insbesondere wurde moniert, dass nur zwei Drucker genauer untersucht wurden und dabei gerade die Drucker gut abschnitten, die von der c’t aufgrund hoher Ozon-Emissionen als besonders schädlich getestet wurden.

### Gefahren für den Menschen
Toner verursacht Feinstaub und steht im Ruf, gesundheitsschädlich zu sein. 
Messungen von Tonerstaubemissionen aus Laserdruckern und Kopierern durch das Institut für Arbeitsschutz der Deutschen Gesetzlichen Unfallversicherung ergaben, dass die Konzentrationswerte selbst unter ungünstigen Bedingungen deutlich unterhalb des Allgemeinen Staubgrenzwertes (A-Fraktion) von 3 mg/m³ liegen. Dennoch sollte man beim Umgang mit Toner nicht zu sorglos sein, da die feinen Partikel, aus denen der Toner besteht, so klein sind, dass sie zum Teil ungehindert die Filter- und Schutzfunktion der Lunge passieren können und so in den Körper gelangen. Auch die Filter von Staubsaugern können die feinen Partikel nicht zurückhalten. Durch Staubsauger werden die Tonerpartikel erst in der Luft bzw. im Raum verteilt.

### Entsorgung und Recycling
Das Abfallgesetz schreibt eine umweltgerechte Entsorgung vor. Zudem sind die Hersteller verpflichtet, leere Tonerkartuschen zur Entsorgung kostenlos zurückzunehmen. Dazu kann man sie z. B. beim Händler abgeben oder dem Hersteller zurücksenden. Außerdem besteht die Möglichkeit, Tonerkartuschen mit Refill-Toner neu zu befüllen, um die Entsorgung ganz zu vermeiden. Verschiedene Unternehmen haben sich auf diese Arbeit spezialisiert und kaufen leere Tonerkartuschen zu Preisen von 10 Cent bis 5 Euro pro Stück an und verkaufen sie nach Befüllung, Austausch von Verschleißteilen und Prüfung als so genannte Rebuilttoner. Dies wird als ökologisch und ökonomisch sinnvoll eingestuft, da die Tonerkartuschen aufwändig konstruiert sind und aus vielen verschiedenen Materialien bestehen. Dementsprechend kostet eine wieder befüllte Kartusche üblicherweise deutlich weniger als eine neue Kartusche.
Seit 2012 ist es in Deutschland ebenfalls möglich, defekte Tonerkartuschen der stofflichen Wiederverwertung zuzuführen. In den vorhergehenden Jahren wurden allein in Deutschland ca. 80 % der 55 Millionen Tonnen anfallenden Kartuschen verbrannt. Eine Kartusche benötigt bei der Herstellung im Durchschnitt 2 kg Erdöl und verursacht ca. 6 kg CO2.
Das Recycling von Tonerkartuschen ist meist unwirtschaftlich, weshalb Tonerkartuschen an Wertstoffhöfen zusammen mit Sperrmüll thermisch verwertet werden (Verbrennung).
Eine Entsorgung von Tonerkartuschen darf nicht über die Restmülltonne erfolgen. Auch leere Kartuschen enthalten Reste von Toner und damit giftige, gesundheits- und umweltgefährdende Stoffe. Diese dürfen nicht mit dem Hausmüll entsorgt werden.   
Eine unsachgemäße Entsorgung schließt zudem ein Recyceln oder sogar die Wiederverwendung aus.